# Canon antiaérien Type 3 80 mm
Le canon antiaérien Type 3 de 80 mm était un canon de marine utilisé pour la première fois pendant la Première Guerre mondiale. Bien que considéré comme une arme de calibre 80 mm, ses obus étaient de 76,2 mm de diamètre.
Il a été installé sur les croiseurs de classe Sendai, les croiseurs de classe Chikuma, les croiseurs de classe Tenryū, les croiseurs de classe Kuma, les croiseurs de classe Nagara, le croiseur Yūbari, les cuirassés de classe Ise, les cuirassés de classe Fusō, le porte-avions Hōshō, le ravitailleur de sous-marins Komahashi, les ravitailleurs de sous-marins de classe Jingei.
Au cours de la guerre du pacifique, le canon est devenu complètement obsolète et relégué à des tâches secondaires sur de plus petits navires tels que les croiseurs de classe Ning Hai, le mouilleur de mines Itsukushima, les croiseurs auxiliaires de classe Akagi Maru, des canonnières, ainsi que fixé au sol (comme semble le montrer la photographie d'illustration).